# Cynthia Gutiérrez
Cynthia Gutiérrez, née en 1978 à Guadalajara, est une artiste plasticienne et vidéaste mexicaine.

## Biographie
En 1997, Cynthia Gutiérrez intègre l'Université de Guadalajara. En 2000, elle participe à la rencontre internationale des professeurs et étudiants en arts plastiques à l'Institut Supérieur d'Art de Cuba. Elle est diplômée d'une licence en art visuels, avec une spécialisation dans la sculpture en 2001. Entre 2001 et 2002, elle suit les cours d'art contemporain Duchamp's Legacy de l'artiste mexicain Cristián Silva. En 2009, elle suit l'atelier de l'artiste Rubén Méndez sur la muséographie "La Mirada y ,'au objeto" à Guadalajara, au Mexique.

## Carrière artistique
Le travail artistique de Cynthia Gutierrez marque une recherche constante pour analyser la mémoire à différents niveaux. Son processus de création repose sur des fissures dans les schémas établis. Pour l'artiste, la mémoire se définit comme une absence créant la matière, une construction truculente qui conditionne notre interaction avec la réalité.
À partir de fragments, elle reconfigure des images qui modifient les trajectoires habituelles et déstabilisent les structures existantes en offrant des alternatives qui opèrent simultanément entre réalité et fiction. Elle articule les éléments historiques avec des chronologies déformées qui témoignent de l'impossibilité de générer des souvenirs précis et révèle ainsi la fugacité de l'histoire.
Cynthia Gutiérrez est la cofondatrice du laboratoire Clemente Jacqs, un atelier de recherche pour artistes indépendants installé à Guadalajara depuis 2005.
En 2009, l'artiste est invitée en résidence au LABoral Centro de Arte y Creación Industrial à Gijón en Espagne. Elle y réalise l'installation La Persistance de la mémoire et s'intéresse à l'impact des migrations sur la mémoire sociale, personnelle et familiale des personnes touchées par l'exil.  
En 2006 et 2010, elle est lauréate de la bourse du Programme d'encouragement à la création artistique et au développement (PECDA) accordé par Secrétariat de la Culture du Mexique (CONACULTA). 
En 2014, elle participe aux 28e Ateliers Internationaux du Frac des Pays de la Loire à Nantes, sous la tutelle de Daniela Pérez. Pour ce nouveau projet, l'artiste s'inspire des textes de l'ouvrage Histoire des variations écrit par l'homme d'église et écrivain français Jacques-Bénigne Bossuet. Elle s'intéresse principalement aux traces visibles laissées par le temps tels les trous formés par les mites dans l’épaisseur du papier. Elle se filme alors feuilletant les pages du livre afin de témoigner de son usure physique et historique à travers le temps.  
Cynthia Gutiérrez est membre du Conseil d'État pour la Culture et les Arts (CECA) depuis 2012. Elle est également affiliée à l'Association autonome des artistes et agents culturels de Cerro Quemado.

## Expositions
Parmi une liste non exhaustive :

### Expositions individuelles
- Paráfrasis del estrago, Museo de Arte Raúl Anguiano, Guadalajara, Mexique, 24 novembre 2016 - 4 février 2017[11]
- Pop-up Summer,  Proyecto Paralelo, Mexico, 30 juillet - 6 août 2016[12]
- Abismo flotante, Batiente 0.6, Casa del Lago, Mexico, mars 2015[13]
- Casi puedo recordar el inútil paso del tiempo, WARE, Leon, 2012
- Notas de carnaval, Museo de Arte de Zapopan, Zapopan, 2011
- Line out, La Vitrina, Guadalajara, 2010
- Hombre muerto caminando la Luna, Las Monas, Leon, mai 2009
- No pulp, just fiction, Museo de Arte Raúl Anguiano, Guadalajara, novembre 2007[14]
- Motores vegetales, Arena México Arte Contemporáneo, Guadalajara, 2005

### Expositions collectives
- Social Contract, Plateforme Izolyatsia pour les initiatives culturelles et ancien site du monument Lénine sur le boulevard Taras Shevchenko, Kiev, Ukraine, 20 juin - 24 août 2016[15]
- Overburden, Center for Curatorial Studies and Art in Contemporary Culture, Hessel Musem of Art, New York, 8 au 29 mai 2016[16]
- A Certain Urge (Towards Turmoil), EFA Project Space, New York, 24 mars - 7 mai 2016[17]
- Reconstrucción, Museo de Arte de Zapopan, Zapopan, Mexique, 31 janvier 2016 - 29 mai 2016[18]
- Como fantasmas que vienen de las sombras… y en las sombras, se van, ESPAC, Mexico, 30 octobre 2015 - 14 février 2016[19]
- 8th Berlin Biennale For Contemporary Art, KW Institute for Contemporary Art, Berlin, Allemagne, 29 mai - 3 août 2014[20]
- Tinnitus y Fosfenos. De lo sonoro a lo visual, Museo de Arte de Zapopan, Zapopan, 8 mars - 9 juin 2014
- NOW : La Colección Jumex, Instituto Cultural Cabañas, Guadalajara, 7 octobre 2011 - 8 janvier 2012[21]
- Everything must go !, Casey Kaplan Gallery, New York, 2011
- No me interesa el arte sino los artistas, Matchbox, Laboral Centro de Arte, Gijón, Espagne, 2010
- Crossing Boundaries, “Qui Vive?”,  Moscow International Biennale for Young Art, Winzavod Moscow Centre for Contemporary Art, Red Hall, Moscou, 1er juin - 1er août 2010

## Distinctions
- 2006 : Bourse du Programme d'encouragement à la création artistique et au développement, Conseil national de la culture et des arts
- 2010 : Bourse du Programme d'encouragement à la création artistique et au développement, Conseil national de la culture et des arts
- 2012 : Membre du Conseil d'État pour la Culture et les Arts (CECA)